# Targowica-konføderationen
Targowica-konføderationen (polsk: konfederacja targowicka, litauisk: Targovicos konfederacija) var en konføderation af polske adelige udråbt i landsbyen Targowica den 14. maj 1792. Dannelsen af konføderationen skete med støtte fra Ruslands kejserinde Katarina den Store. Konføderationen var modstander af den polsk-litauiske forfatning af 3. maj 1791 og indledte en borgerkrig i Den polsk-litauiske realunion mod den polske konge og Sejmen. Konføderationens krig mod kongen og Sejmen blev støttet af Rusland i den Polsk-russiske krig i 1792, der førte til Polens anden og tredje deling og ophøret af realunioen som stat.

## Historie
De østlige dele af Polen-Litauen var efter Polens første deling i realiteten et russisk protektorat; de vestlige dele var under Preussens interessesfære. Polens parlament, Den store sejm vedtog imidlertid den 3. maj 1791 en ny forfatning for Polen-Litauen, der reformerede landet. Rusland var optaget af krige med Osmannerne og Sverige, og Polen mente, at de havde Preussens opbakning til at sikre sig mod russisk intervention i anledning af den nye forfatning. Preussen anså imidlertid forfatningen som en trussel mod Preussens interesser i Polen, og meddelte, at de ikke ville støtte Polen-Litauen i en konflikt med Rusland om forfatningen. Rusland fik afsluttet sin krig mod Sverige og krigen mod osmannerne og kunne i 1792 atter koncentrere sig om forholdene i Polen. Ruslands kejserinde Katarina den Store var stor modstander af den polske forfatning, som hun vurderede var en trussel mod Ruslands interesser.
Også blandt den polske adel var der stor modstand mod forfatningen af 3. maj 1791, da forfatningen på en række punkter begrænsede adelens privilegier. Flere stormænd fra den polske adel sluttede sig sammen og udråbte den 14. maj 1792 ved den lille by Targowica (i dag beliggende Holovanivsk rajon i Kirovohrad oblast i Ukraine) en konføderation til bekæmpelse af den nye forfatning, den polske sejm og den polske konge Stanisław Poniatovski. Rusland var involveret i oprettelsen, og konføderationens stiftelsesdokument var skrevet af den russiske general Vasilij Stepanovitj Popov, der var stabschef for fyrst Grigorij Aleksandrovitj Potemkin, Katarina den Stores nærmeste. Fire dage efter Targowica-konføderationens etablering erklærede Rusland krig og to russiske hære invaderede Polen-Litauen.
Targowica-konføderationens styrker og de russiske styrker rykkede hurtigt frem, men det kom ikke til væsentlige kamphandlinger, da den polske kong Poniatovski hurtigt kapitulerede i håbet om en diplomatisk løsning. Der blev i januar 1793 afholdt en ny samling af Sejmen ("Grodno Sejm"), der den 23. januar 1793 efter en kombination af russisk pres og bestikkelse annullerede forfatningen og godkendte overdragelsen af territorier til Preussen og Rusland. Rusland tog et areal på 250.000 km2, og Preussen tog et areal på 58.000 km2 af Polen-Litauens territorium. Polens anden deling var derved en realitet. Den anden deling reducerede Polen-Litauen til blot at have et areal på 230.000 km2 og en befolkning reduceret til 4,4 mio. indbyggere, knap en tredjedel af landets indbyggertal før den første deling. Den tilbageværende del af Polen-Litauen var kontrolleret af Rusland, der havde tropper udstationeret i landet.
Udfaldet kom som en overraskelse for de fleste af konføderationens medlemmer, der havde ønsket at få 3. maj forfatningen ophævet og ellers bevarelse af status quo. Polens anden deling og det omfattende tab af territorium til Rusland og Preussen førte til stor utilfredshed blandt polakkerne med Targowica-konføderationen, hvis handlinger havde ledt til delingen. I marts 1794 udbrød Kościuszko-opstanden, der ikke blot kæmpede mod de russiske og de preussiske styrker, men som også kæmpede mod den stormændene, der havde været en del af Targowica-konføderationen. Opstanden blev brutalt slået ned senere på året, og i oktober 1795 fandt den tredje deling af Polen sted, og landet ophørte dermed med at eksistere i 1795.

## Efterspil og eftermæle
Utilfredsheden blandt polakkerne med Targowica-konføderationen og dens rolle i Polens delinger førte til, at flere af dens fremtrædende medlemmer blev taget til fange i 1794 under Kościuszko-opstanden, hvorefter medlemmerne blev hængt. En række af konføderationens medlemmer flygtede til Rusland. Disse blev in absentia dødsdømt og blev hængt 'In effigie' (d.v.s. symbolsk henrettet).
Ordet targowiczanin, der betyder et medlem eller en støtte af konføderationen, blev et synonym for en forræder, ligesom targowica er synomym for forræderi. De to begreber findes på polsk den dag i dag.

## Citater
- Fra stiftelsesdokumentet for Targowica-konføderationen:[12]

"Intentionerne af Hendes Højhed Kejserinde af Rusland [Katarina den Store], allieret med Rzeczpospolita [Realunionen], de er, og var ikke anderledes, ved indsættelsen af sine tropper kun at genoprette Rzeczpospolita, give frihed til polakkerne, og især for alle borgere i landet, sikkerhed og lykke"
- En af stifterne af Targowica-konføderationen, Stanisław Szczęsny Potocki:

"Enhver ægte polak, der ikke er blevet forført af den preussiske og kongelige kabale, er overbevist om, at fædrelandets frelse kun kan komme fra Rusland, ellers vil nationen blive slavegjort".

- Efter Stanisław Poniatowskis abdikation og Polen-Litauens ophør, skrev Stanisław Szczęsny Potocki said:

"Om fortidens Polen og polakker. Dette land og dets navn er allerede forsvundet, som så mange andre er forsvundet i verdenshistorien. Jeg er nu russisk for evigt."